# Bax (hop-up)
Bax jest nowszym rodzajem systemu hop-up. Jego działanie polega na tym, że są zamieszczone dwa dystansery naciskające na gumę, jeden po górnej lewej stronie położony na godzinie 10, oraz drugi po prawej górnej położony na godzinie 2. Dystanser to mały, regulowany element który lekko wgniata gumę aby wprowadzić kulkę w lot podkręcony. System Bax powstał aby zwiększyć stabilność lotu kulki w porównaniu do zwykłego systemu hop-up stosowanego obecnie w większości replik.